# Grande Mãe de Deus (título cardinalício)
O Título cardinalício de Grande Mãe de Deus foi instituido pelo Papa Paulo VI em 5 de fevereiro de 1965, pela Constituição apostólica Sacra Romae. Sua igreja titular é Gran Madre di Dio.

## Titulares protetores
- Agnelo Rossi (1965-1984)
- Ángel Suquía Goicoechea (1985-2006)
- Angelo Bagnasco (2007- )